# Oleksandr Surutkovitx
Oleksandr Surutkovitx (en ucraïnès Олександр Суруткович; Odessa, 8 de gener de 1984) és un ciclista ucraïnès.
Surutkovitx durant alguns anys va tenir llicència de l'Azerbaidjan, el país on vivia, arribant a guanyar el 2012 el campionat nacional en ruta. Posteriorment l'UCI va decidir que havia de córrer per Ucraïna.

## Palmarès
- 2003
  - 1r al Tour de Ribas
- 2004
  - 1r al Tour de Ribas
- 2005
  - 1r al Tour de Ribas
- 2006
  -  Campió d'Ucraïna sub-23 en contrarellotge
- 2007
  - 1r a la Coppa Cicogna
- 2008
  - 1r a la Coppa Cicogna
  - Vencedor d'una etapa al Tour de Ribas
- 2010
  - Vencedor de 2 etapes al Kerman Tour
- 2012
  -  Campió de l'Azerbaidjan en ruta